# Sociala förhållanden i Malmö kommun

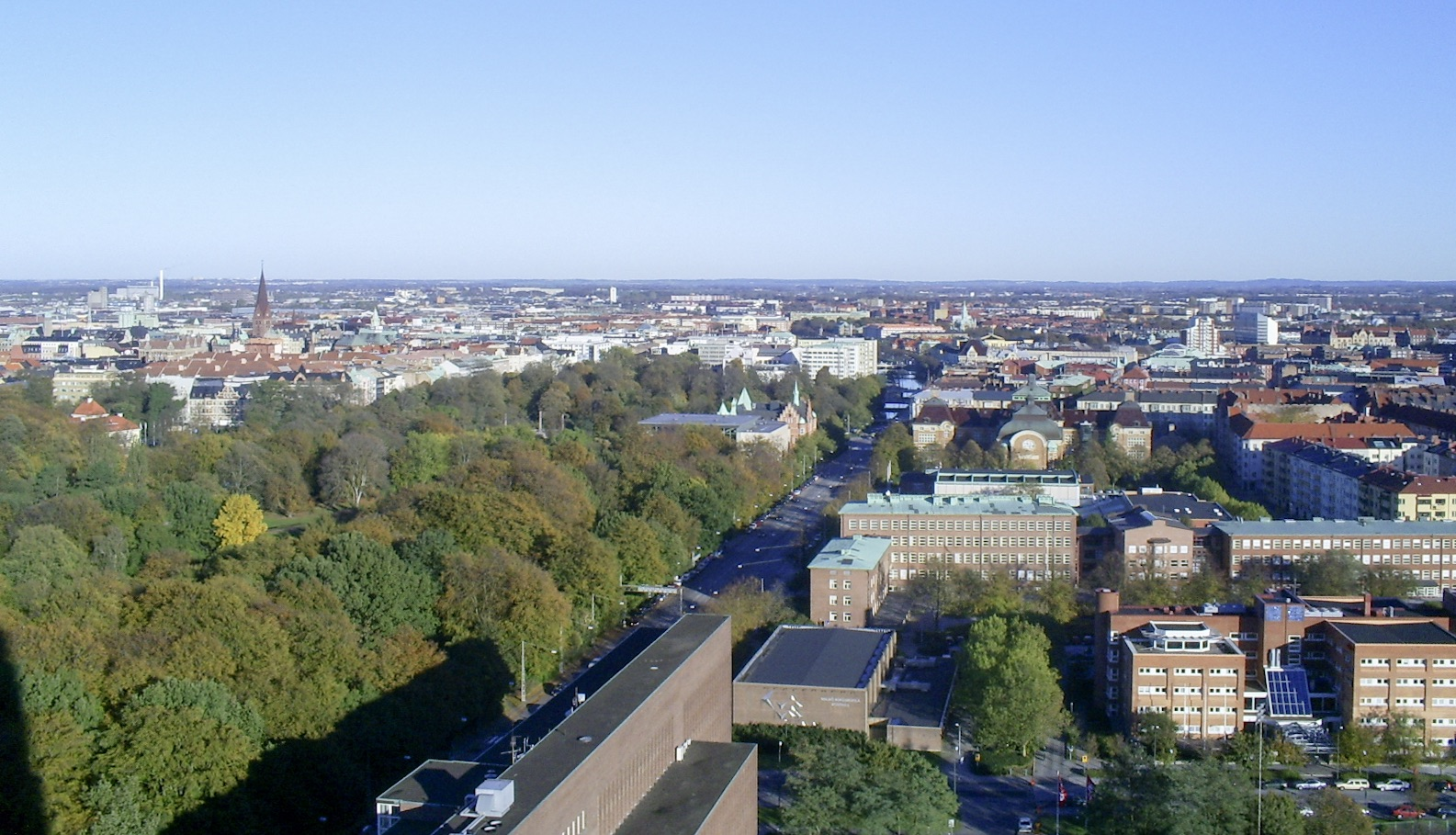
Vy mot centrala Malmö med Gamla staden, från Kronprinsen.

De sociala förhållandena i Malmö kommun har varierat över tiden och präglats av att Malmö under efterkrigstiden varit en kommun med stort inslag av traditionell tillverkningsindustri, som varvsindustri, vilken drabbades hårt av industrinedläggningen under 1970- och 80-talen. Den stora inflyttningen av utlandsfödda under 1990- och 2000-talen har starkt påverkat de sociala förhållanden som rått de senaste årtiondena.

## Bakgrund

### Från industristad till universitetsstad

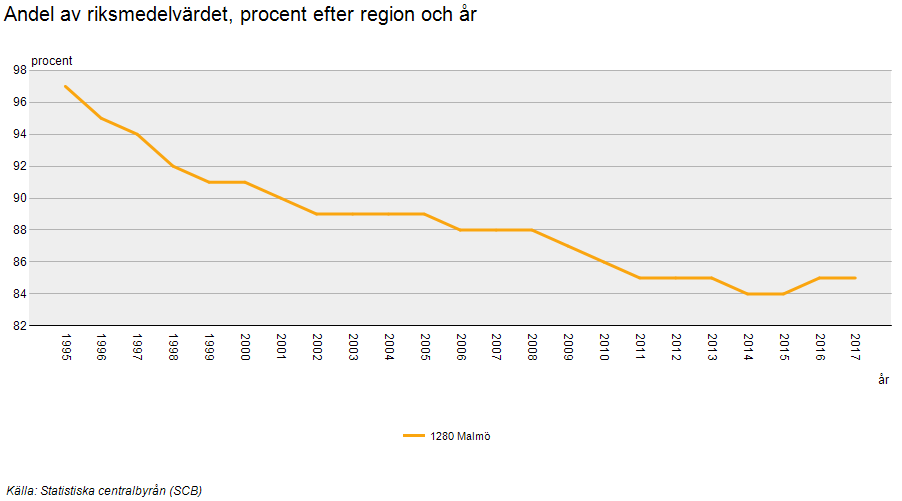
SCB Malmö kommun skattekraft per invånare som andel av riksgenomsnittet 1995-2016

Under 1970-talet drabbades Malmö av flera kriser. Kockums varv, som under 1970-talet var stadens största arbetsgivare, började att skära ned på antalet anställda. Detta pågick fram till 1986 då den civila fartygsproduktionen helt upphörde. Även andra industrier som textilindustrin och kalk- och cementindustrin i Limhamn påbörjade en i många fall utdragen avvecklingsprocess. Denna näringslivskris varade omkring 1975–1995. En utflyttningsvåg åderlät staden på tusentals personer varje år. Det var framförallt medelklassens barnfamiljer som sökte sig till nybyggda villaområden i Vellinge, Staffanstorp och andra småkommuner utanför Malmö. 
1990–1994 förvärrades krisen i Malmö. Vart fjärde arbetstillfälle försvann när mycket av det som fanns kvar av tillverkningsindustrin och bland annat kalkindustrin i Limhamn lades ned. Stadens befolkning ökade dock med tusentals nya invånare varje år under denna tid till följd av en kraftig invandring från främst Jugoslavien, som befann sig i inbördeskrig.
Malmö högskola bildades 1 juli 1998 med högskoleutbildningar som redan tidigare fanns i Malmö som bas, bland andra tandläkar-, lärar- och sjuksköterskeutbildningar. Högskolan, från 2018 universitet, har varit viktigt för den tillväxt av arbetstillfällen (inom bland annat IT-sektorn) som skett de senaste årtiondena.
Flyktingkrisen vid mitten av 2010-talet innebar extrema påfrestningar för Malmö stad med emellanåt tusentals nyanlända asylsökande varje dygn. Andelen utrikes födda invånare har efter hand ökat markant, liksom inflyttningen från andra delar av Sverige och Öresundsregionen, inte minst av studenter vid regionens många utbildningsinstitutioner.

### Politiska styret
Malmös politik har dominerats av Socialdemokraterna som styrt staden under huvuddelen av efterkrigstiden. 
Politiska majoriteter i Malmö kommun
| 1971–1985 | S |    |     |   |
| 1985–1988 | M | FP | SKÅ | C |
| 1988–1991 | S |    |     |   |
| 1991–1994 | M | FP | SKÅ |   |
| 1994–1998 | S |    |     |   |
| 1998–2010 | S | V  | MP  |   |
| 2010–2015 | S | MP | V   |   |
| 2015–2018 | S | MP |     |   |
| 2018–     | S | L  |     |   |

## Demografi

### Befolkningsutveckling
| Befolkningsutveckling i Malmö stad/kommun 1570–2024 | Befolkningsutveckling i Malmö stad/kommun 1570–2024 | Befolkningsutveckling i Malmö stad/kommun 1570–2024 | Befolkningsutveckling i Malmö stad/kommun 1570–2024 | Befolkningsutveckling i Malmö stad/kommun 1570–2024 |
| --------------------------------------------------- | --------------------------------------------------- | --------------------------------------------------- | --------------------------------------------------- | --------------------------------------------------- |
|                                                     |                                                     |                                                     |                                                     |                                                     |
| År                                                  |                                                     |                                                     | Invånare                                            |                                                     |
| 1570                                                | 1570                                                |                                                     | 3 577                                               | 3 577                                               |
| 1650                                                | 1650                                                |                                                     | 2 504                                               | 2 504                                               |
| 1730                                                | 1730                                                |                                                     | 3 132                                               | 3 132                                               |
| 1800                                                | 1800                                                |                                                     | 3 962                                               | 3 962                                               |
| 1810                                                | 1810                                                |                                                     | 5 796                                               | 5 796                                               |
| 1820                                                | 1820                                                |                                                     | 6 723                                               | 6 723                                               |
| 1830                                                | 1830                                                |                                                     | 8 665                                               | 8 665                                               |
| 1840                                                | 1840                                                |                                                     | 10 203                                              | 10 203                                              |
| 1850                                                | 1850                                                |                                                     | 13 087                                              | 13 087                                              |
| 1860                                                | 1860                                                |                                                     | 18 919                                              | 18 919                                              |
| 1870                                                | 1870                                                |                                                     | 25 593                                              | 25 593                                              |
| 1880                                                | 1880                                                |                                                     | 38 054                                              | 38 054                                              |
| 1890                                                | 1890                                                |                                                     | 48 504                                              | 48 504                                              |
| 1900                                                | 1900                                                |                                                     | 60 857                                              | 60 857                                              |
| 1910                                                | 1910                                                |                                                     | 83 373                                              | 83 373                                              |
| 1920                                                | 1920                                                |                                                     | 113 553                                             | 113 553                                             |
| 1930                                                | 1930                                                |                                                     | 120 207                                             | 120 207                                             |
| 1940                                                | 1940                                                |                                                     | 155 506                                             | 155 506                                             |
| 1950                                                | 1950                                                |                                                     | 191 785                                             | 191 785                                             |
| 1960                                                | 1960                                                |                                                     | 234 453                                             | 234 453                                             |
| 1970                                                | 1970                                                |                                                     | 259 535                                             | 259 535                                             |
| 1980                                                | 1980                                                |                                                     | 233 803                                             | 233 803                                             |
| 1990                                                | 1990                                                |                                                     | 233 887                                             | 233 887                                             |
| 2000                                                | 2000                                                |                                                     | 259 579                                             | 259 579                                             |
| 2010                                                | 2010                                                |                                                     | 298 963                                             | 298 963                                             |
| 2020                                                | 2020                                                |                                                     | 347 949                                             | 347 949                                             |
| 2024                                                | 2024                                                |                                                     | 365 644                                             | 365 644                                             |
| Källa: Malmö stad statistik och Malmö 2009.         |                                                     |                                                     |                                                     |                                                     |

### Utländsk bakgrund
Den 31 december 2019 utgjorde folkmängden i Malmös kommun 344 166 personer. Av dessa hade lite mer än 160 726 personer (46,7 %) utländsk bakgrund (utrikes födda personer samt inrikes födda med två utrikes födda föräldrar).
| Andel med utländsk bakgrund                                                                      | Andel med utländsk bakgrund | Andel med utländsk bakgrund | Andel med utländsk bakgrund | Andel med utländsk bakgrund |
| ------------------------------------------------------------------------------------------------ | --------------------------- | --------------------------- | --------------------------- | --------------------------- |
|                                                                                                  |                             |                             |                             |                             |
|                                                                                                  |                             |                             |                             |                             |
| 1995                                                                                             | 1995                        |                             | 24,8% (60 269 av 242 706)   | 24,8% (60 269 av 242 706)   |
| 2000                                                                                             | 2000                        |                             | 29,7% (76 392 av 257 574)   | 29,7% (76 392 av 257 574)   |
| 2005                                                                                             | 2005                        |                             | 33,6% (90 416 av 269 142)   | 33,6% (90 416 av 269 142)   |
| 2010                                                                                             | 2010                        |                             | 39,4% (115 830 av 293 909)  | 39,4% (115 830 av 293 909)  |
| 2015                                                                                             | 2015                        |                             | 42,6% (135 509 av 318 107)  | 42,6% (135 509 av 318 107)  |
| 2019                                                                                             | 2019                        |                             | 46,7% (160 711 av 344 166)  | 46,7% (160 711 av 344 166)  |
| Källa: 1 januari respektive år. Malmö stad - Malmöbor med utländsk bakgrund 1995 - 2013 från SCB |                             |                             |                             |                             |

| Historisk utveckling av personer med utländsk bakgrund i Malmö | Historisk utveckling av personer med utländsk bakgrund i Malmö | Historisk utveckling av personer med utländsk bakgrund i Malmö | Historisk utveckling av personer med utländsk bakgrund i Malmö |
| -------------------------------------------------------------- | -------------------------------------------------------------- | -------------------------------------------------------------- | -------------------------------------------------------------- |
| Årtal                                                          | Antal personer med utländsk bakgrund                           | Totala antalet personer i Malmö                                | Andel av totala befolkningen                                   |
| 2002                                                           | 84 840                                                         | 265 265                                                        | 32,0 %                                                         |
| 2003                                                           | 87 300                                                         | 267 171                                                        | 32,7 %                                                         |
| 2004                                                           | 90 416                                                         | 269 142                                                        | 33,6 %                                                         |
| 2005                                                           | 93 520                                                         | 271 271                                                        | 34,5 %                                                         |
| 2006                                                           | 99 236                                                         | 276 244                                                        | 35,9 %                                                         |
| 2007                                                           | 104 633                                                        | 280 801                                                        | 37,3 %                                                         |
| 2008                                                           | 109 884                                                        | 286 535                                                        | 38,3 %                                                         |
| 2009                                                           | 115 830                                                        | 293 909                                                        | 39,4 %                                                         |
| 2010                                                           | 120 117                                                        | 298 963                                                        | 40,2 %                                                         |
| 2011                                                           | 123 531                                                        | 302 835                                                        | 40,8 %                                                         |
| 2012                                                           | 127 613                                                        | 307 758                                                        | 41,5 %                                                         |
| 2013                                                           | 131 590                                                        | 312 994                                                        | 42,0 %                                                         |
| 2014                                                           | 135 509                                                        | 318 107                                                        | 42,6 %                                                         |
| 2015                                                           | 139 240                                                        | 322 574                                                        | 43,2 %                                                         |
| 2016                                                           | 144 718                                                        | 328 494                                                        | 44,1 %                                                         |
| 2017                                                           | 150 303                                                        | 333 633                                                        | 45,1 %                                                         |
| 2018                                                           | 155 913                                                        | 339 313                                                        | 45,9 %                                                         |

### Utrikes födda
Den 31 december 2018 utgjorde folkmängden i Malmö kommun 339 313 personer. Av dessa var 114 772 personer (33,82 %) födda i ett annat land än Sverige.
| Andel utländska medborgare                                                                                             | Andel utländska medborgare | Andel utländska medborgare | Andel utländska medborgare | Andel utländska medborgare |
| --- | -------------------------- | -------------------------- | -------------------------- | -------------------------- |
| |                            |                            |                            |                            |
| |                            |                            |                            |                            |
| 1975 | 1975                       |                            | 7,9 % (19 308 av 243 591)  | 7,9 % (19 308 av 243 591)  |
| 1980 | 1980                       |                            | 7,9 % (18 557 av 233 803)  | 7,9 % (18 557 av 233 803)  |
| 1985 | 1985                       |                            | 8,0 % (18 491 av 229 936)  | 8,0 % (18 491 av 229 936)  |
| 1990 | 1990                       |                            | 10,1 % (23 684 av 233 887) | 10,1 % (23 684 av 233 887) |
| 1995 | 1995                       |                            | 11,3 % (27 720 av 245 699) | 11,3 % (27 720 av 245 699) |
| 2000 | 2000                       |                            | 10,2 % (26 396 av 259 579) | 10,2 % (26 396 av 259 579) |
| 2005 | 2005                       |                            | 10,5 % (28 556 av 271 271) | 10,5 % (28 556 av 271 271) |
| 2010 | 2010                       |                            | 14,0 % (41 993 av 298 963) | 14,0 % (41 993 av 298 963) |
| 2015 | 2015                       |                            | 14,0 % (45 045 av 322 574) | 14,0 % (45 045 av 322 574) |
| 2019 | 2019                       |                            | 14,8 % (50 999 av 344 166) | 14,8 % (50 999 av 344 166) |
| Källa: 31 december respektive år. SCB - Utländska medborgare efter region, ålder i tioårsklasser och kön. År 1973-2011 |                            |                            |                            |                            |

| Historisk utveckling av utrikes födda personer i Malmö | Historisk utveckling av utrikes födda personer i Malmö | Historisk utveckling av utrikes födda personer i Malmö | Historisk utveckling av utrikes födda personer i Malmö |
| ------------------------------------------------------ | ------------------------------------------------------ | ------------------------------------------------------ | ------------------------------------------------------ |
| Årtal                                                  | Antal utrikes födda personer                           | Totala antalet personer i Malmö                        | Andel av totala befolkningen                           |
| 2002                                                   | 64 476                                                 | 265 265                                                | 24,3 %                                                 |
| 2003                                                   | 66 198                                                 | 267 171                                                | 24,8 %                                                 |
| 2004                                                   | 68 406                                                 | 269 142                                                | 25,4 %                                                 |
| 2005                                                   | 70 590                                                 | 271 271                                                | 26,0 %                                                 |
| 2006                                                   | 75 156                                                 | 276 244                                                | 27,2 %                                                 |
| 2007                                                   | 79 389                                                 | 280 801                                                | 28,3 %                                                 |
| 2008                                                   | 83 209                                                 | 286 535                                                | 29,0 %                                                 |
| 2009                                                   | 87 554                                                 | 293 909                                                | 29,8 %                                                 |
| 2010                                                   | 90 349                                                 | 298 963                                                | 30,2 %                                                 |
| 2011                                                   | 92 228                                                 | 302 835                                                | 30,5 %                                                 |
| 2012                                                   | 94 743                                                 | 307 758                                                | 30,8 %                                                 |
| 2013                                                   | 97 320                                                 | 312 994                                                | 31,1 %                                                 |
| 2014                                                   | 99 788                                                 | 318 107                                                | 31,4 %                                                 |
| 2015                                                   | 102 047                                                | 322 574                                                | 31,6 %                                                 |
| 2016                                                   | 106 222                                                | 328 494                                                | 32,3 %                                                 |
| 2017                                                   | 110 464                                                | 333 633                                                | 33,1 %                                                 |
| 2018                                                   | 114 772                                                | 339 313                                                | 33,8 %                                                 |

I denna tabell har de nordiska länderna samt de 12 länder med flest antal utrikes födda (i hela riket) tagits med. En person som inte kommer från något av de här 17 länderna har istället av Statistiska centralbyrån förts till den världsdel som deras födelseland tillhör.
| Födelseland      | Födelseland                       | Födelseland | Födelseland                  | Födelseland            |
| ---------------- | --------------------------------- | ----------- | ---------------------------- | ---------------------- |
| 31 december 2014 |                                   |             |                              |                        |
| Nr               | Land/region                       | Antal       | Andel av totala befolkningen | Andel av utrikes födda |
| 1                | Sverige                           | 218 319     | 68,6 %                       | –                      |
| 2                | Asien: Övriga länder              | 12 390      | 3,9 %                        | 12,4 %                 |
| 3                | Europeiska unionen: Övriga länder | 11 734      | 3,7 %                        | 11,8 %                 |
| 4                | Irak                              | 11 003      | 3,5 %                        | 11,0 %                 |
| 5                | / SFR Jugoslavien/FR Jugoslavien  | 8 179       | 2,6 %                        | 8,2 %                  |
| 6                | Danmark                           | 7 916       | 2,5 %                        | 7,9 %                  |
| 7                | Polen                             | 7 103       | 2,2 %                        | 7,1 %                  |
| 8                | Bosnien och Hercegovina           | 6 223       | 2,0 %                        | 6,2 %                  |
| 9                | Europa utom EU: Övriga länder     | 4 745       | 1,5 %                        | 4,8 %                  |
| 10               | Afrika: Övriga länder             | 4 610       | 1,4 %                        | 4,6 %                  |
| 11               | Iran                              | 3 604       | 1,1 %                        | 3,6 %                  |
| 12               | Sydamerika                        | 3 523       | 1,1 %                        | 3,5 %                  |
| 13               | Afghanistan                       | 2 835       | 0,9 %                        | 2,8 %                  |
| 14               | Turkiet                           | 2 391       | 0,8 %                        | 2,4 %                  |
| 15               | Syrien                            | 2 240       | 0,7 %                        | 2,2 %                  |
| 16               | Somalia                           | 2 065       | 0,6 %                        | 2,1 %                  |
| 17               | Tyskland                          | 1 900       | 0,6 %                        | 1,9 %                  |
| 18               | Nordamerika                       | 1 652       | 0,5 %                        | 1,7 %                  |
| 19               | Finland                           | 1 595       | 0,5 %                        | 1,6 %                  |
| 20               | Thailand                          | 1 115       | 0,4 %                        | 1,1 %                  |
| 21               | Kina                              | 1 058       | 0,3 %                        | 1,1 %                  |
| 22               | Norge                             | 867         | 0,3 %                        | 0,9 %                  |
| 23               | Island                            | 320         | 0,1 %                        | 0,3 %                  |
| 24               | Sovjetunionen                     | 293         | 0,1 %                        | 0,3 %                  |
| 25               | Oceanien                          | 282         | 0,1 %                        | 0,3 %                  |
| 26               | Okänt födelseland                 | 145         | 0,05 %                       | 0,1 %                  |

## Kriminalitet
I Malmö har tre områden som klassas som särskilt utsatta bostadsområden och ett som riskområde, dessa var klassade så 2017 och 2019. År 2015 klassades två av dem som Särskilt utsatta och ett som utsatt och 2008 var tre av dem klassade som utanförskapsområde.
År 2017 rapporterade SR P4 att Malmö var orten i Sverige med de största problemen med skjutvapenvåld i förhållande till storleken på befolkningen.
År 2020 rapporterades att skjutvåldet kraftigt minskat i polisområde Malmö varje år sedan 2017, från 65 2017 till åtta under första halvåret 2020 och nära en halvering räknat på helår. En av anledningarna till att antalet mord i Malmö sjönk 2018–2020 var att många ledande personer i den kriminella miljön satt häktade med hjälp av information från den knäckta krypterade kommunikationstjänsten EncroChat.

## Sociala utgifter

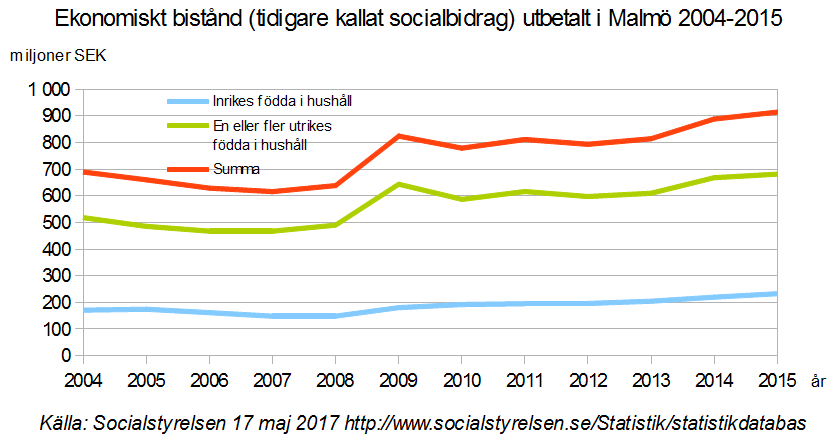
Socialstyrelsen ekonomiskt bistånd (tidigare socialbidrag) utbetalt i Malmö 2004-2015

Under 2019 mottog 9 procent, eller i genomsnitt 9 566 hushåll, av alla hushåll socialbidrag varje månad under året, vilket innebar en fortsatt minskning av antalet som hade sjunkit sedan år 2016.
Kommunens kostnader för socialbidrag ökade med 6,5 procent till 1 097 miljoner år 2019 mot föregående år på grund av höjd riksnorm och ökande boendekostnader.